# Estadio Municipal Álvarez Claro
Das Estadio Municipal Álvarez Claro ist ein Fußballstadion mit Leichtathletikanlage in der spanischen Autonomen Stadt Melilla, an der nordafrikanischen Küste. Es ist die Heimspielstätte des Fußballvereins UD Melilla. Das Fußballstadion wurde am 29. September 1945 mit einem Spiel zwischen der UD Melilla und dem spanischen Spitzenklub Atlético Aviación (heute: Atlético Madrid) feierlich eröffnet. Die Anlage, die rund 10.000 Zuschauern Platz bietet, verfügt über eine überdachte Haupttribüne auf der Südseite. Das Fußballarena befindet sich in einem Sportkomplex auf der Explanada de Álvarez Claro, nordöstlich des unweit gelegenen Flughafens.